# Dymasius brevipes
Dymasius brevipes là một loài bọ cánh cứng trong họ Cerambycidae.